# Европейски ден на езиците
26 септември е провъзгласен за Европейски ден на езиците от Съвета на Европа с подкрепата на Европейския съюз на 6 декември 2001 година, която е обявена за Европейска година на езиците. Целта на празника е да насърчи изучаването на чужди езици в Европа.

## Основни цели
Основните цели на Европейския ден на езиците са да:
- осведоми обществеността за важността от изучаването на чужди езици и да разнообрази обхвата на изучаваните езици, за да повиши нивото на многоезичност и междукултурно разбирателство;
- популяризира богатото езиково и културно разнообразие в Европа;
- насърчи изучаването на чужди езици във всяка възраст, не само в училищата, но и извън тях.

Спазвайки тези правила хората, млади и стари, са насърчени да започнат да изучават език или да се гордее с вече съществуващите си езикови умения. Също така, отговорниците за предоставянето на достъп до езиковото обучение са насърчавани да правят изучаването на езици по-лесно и по-приятно, както и да подкрепят политическите инициативи за популяризирането на езиците.

## Европейски езици
Съществуват около 225 местни езика в Европа, което е около 3% от световните езици. Повечето европейски езици са от индоевропейски произход. От към края на 18 век, най-разпространеният език в Европа е бил руският, който заменил френския. Броейки само хората, чийто роден език е руският, около 150 милиона говорят руски ежедневно, следван от немския език - ок. 95 млн., турски- ок. 80 млн., английски и френски са с по около 65 милиона говорещи, италиански- 60 милиона, испански - 40 милиона и т.н. Българският език е говорим от около 7 милиона само в България. Що се отнася до изучаването на езиците, английският е на челно място по брой изучаващи го в Европа, следван от немския, френския, италианския, руския и испанския.

## Многоезичието днес
Според проучване на Европейския съюз „Европейците и техните езици“ 56% от гражданите на ЕС (28 държави членки) говорят език, различен от техния майчин, но 44% признават, че не знаят друг език освен своя роден. Въпреки това, 28% имат познания по два чужди езика. Сред гражданите на ЕС, 38% посочват, че владеят английски език, следвани от 14%, които владеят френски или немски, 7% руски, 5% испански и 3% италиански език. Типичният многоезичен европеец е студент или някой с мениджърски пост, или някой, роден в държава, където езикът на родителите му е различен от основния език в държавата.
С увеличаващия брой имигранти и бежанци, европейските градове стават все по-многоезични. Например, в Москва и Санкт Петербург много имигранти говорят украински, молдовски, арменски, татарски, азербайджански, таджикски, китайски и др.; в Лондон се говорят около 300 различни езика (английски, френски, китайски, руски, италиански, португалски, арабски, хинди и др.)